# شارع هيل الأزرق (فلم)
شارع هيل الأزرق (بالإنجليزية: Hill Street Blues) هو مسلسل تلفزيوني بوليسى أمريكي متسلسل للشرطة تم بثه على هيئة الإذاعة الوطنية في وقت الذروة من 15 يناير 1981 إلى 12 مايو 1987، لمدة 146 حلقة. يروي العرض حياة طاقم مركز شرطة واحد يقع في شارع هيل في مدينة كبيرة غير مسماة. «البلوز» هم ضباط الشرطة في زيهم الأزرق. تلقى العرض إشادة من النقاد وأثرت ابتكاراته الإنتاجية في العديد من المسلسلات التلفزيونية الدرامية اللاحقة التي تم إنتاجها في الولايات المتحدة وكندا. في موسمه الأول، فاز المسلسل بثماني جوائز إيمي، وهو رقم قياسي للموسم الأول لم يتجاوزه لاحقًا الجناح الغربي. تلقى العرض 98 ترشيحًا لجائزة إيمي أثناء تشغيله.

## الطاقم
يتم سرد الضباط حسب الرتبة التي حصلوا عليها في أول ظهور في البرنامج؛ احتل بعض الضباط في وقت لاحق رتب أعلى.

### الشخصيات الاساسية
- نقيب. فرانسيس كزافييه «فرانك» فوريللو (دانيال ج ترافانتي، 1981–87)
- جويس دافنبورت (فيرونيكا هاميل، 1981-87)
- الرقيب. فيليب فريماسون إسترهاوس (مايكل كونراد، 1981-84)
- ديت. ميك بيلكر (بروس ويتز، 1981-1987)
- الرقيب. (الملازم لاحقًا) هنري جولدبلوم (جو سبانو، 1981–87)
- ظابط. بوبي هيل (مايكل وارين، 1981–87)
- ظابط. آندي رينكو (تشارلز هايد، 1981-1987)
- الرقيب. (لاحقًا الملازم / الرقيب. / الملازم) هوارد هانتر (جيمس بي سيكينج، 1981-1987)
- ظابط. (لاحقًا الرقيب.) لوسيل «لوسي» بيتس (بيتي توماس، 1981-87)
- ديت. جون د. "JD" LaRue (كيل مارتن، 1981–87)
- ديت. نيل واشنطن (توريان بلاك، 1981–87)
- الملازم (لاحقًا النقيب.) راي كاليتانو (رينيه إنريكيز، 1981–86)
- ظابط. جو كوفي (إد مارينارو، 1981–86)
- فاي فوريللو (باربرا بوسون، 1981–86)
- الرقيب. ستان جابلونسكي (روبرت بروسكي، 1984–87)
- ديت. هاري غاريبالدي (كين أولين، 1984-85)
- ديت. باتريشيا «باتسي» مايو (ميمي كوزيك، 1984-1985)
- الملازم نورمان «جيدو» بونتز (دينيس فرانز، 1985–87)
- ظابط. باتريك فلاهيرتي (روبرت كلوهيسي، 1986-87)
- ظابط. تينا روسو (ميغان غالاغر، 1986-87)

### شخصيات أخرى
- رئيس فليتشر دانيلز (جون سايفر، 1981-87)
- ظابط. ليو شنيتز (روبرت هيرشفيلد، 1981-85، تمت ترقيته إلى مسلسل عادي في الموسم الأخير)
- جريس جاردنر (باربرا بابكوك، 1981–85)
- خيسوس مارتينيز (ترينيداد سيلفا، 1981–87)
- نقيب. جيري فوكس (فنسنت لوتشيسي، 1981-84)
- القاضي آلان واتشيل (جيفري تامبور، 1982-87)
- كابتن فريدوم (دينيس دوجان، 1982)
- مساعد (جورج وينر، 1982–87)
- ظابط روبن تاتاجليا بيلكر (ليزا ساتون، 1982-87)
- ديت. سال بينيديتو (دينيس فرانز، 1983، تمت ترقيته إلى مسلسل عادي في الموسمين الأخيرين باسم الملازم نورمان بونتز)
- جينا سرينيولي (جينيفر تيلي، 1984-85)
- ديت. ماني رودريغيز (ديل زامورا، 1985)
- سيليست باترسون (جوديث هانسن، 1985-86)
- سيد «ذا سنيتش» ثورستون (بيتر جوراسيك، 1985–87)
- هيكتور رويز (بانشيتو جوميز، 1981–85)
- القاضي لي أوبرمان (لاري د.مان، 1983-85)
- فلاشر «باك عارية» (لي ويفر، 1981-87)
- داريل آن رينكو (ديبورا ريختر، توصف أحيانًا باسم ديبي ريختر، 1983-87)
- رئيس قاضي التحقيق والي نيدورف (بات كورلي، 1981-1987)
- زعيم شامروك تومي مان (ديفيد كاروسو، 1981-1983)
- الدم (بوبي إليربي، 1981–84)
- دوريس روبسون (ألفري وودارد، 1983)

### ممثلين ضيوف
تميز هيل ستريت بلوز بممثلين ضيوف من الثمانينيات كانوا يعززون حياتهم المهنية في التلفزيون والأفلام. أمثال دون تشيدل، وداني جلوفر، وليندا هاميلتون، وإدوارد جيمس أولموس، إلى جانب كثيرين آخرين.
- آندي جارسيا
- دوايت شولتز
- جواكين فينيكس
- جيمس مكدانيل
- فورست ويتيكر
- ليندا هاميلتون
- داني جلوفر
- مايكل ليرنر
- هيلين شيفر
- جورج والاس
- دافني ريد
- ميمي روجرز
- آن ماري جونسون
- تيري الكسندر
- كريس نوث
- إدوارد جيمس أولموس
- تيري كيسر
- روبن جاميل
- ألفري وودارد
- ليو روسي
- جو سانتوس
- فيلتون بيري
- برنت سبينر
- كوبا جودينج جونيور
- حليف شيدي
- ستانلي كامل
- هيكتور إليزوندو
- بول مكرين
- رون ريفكين
- لورانس فيشبورن
- جيمس تولكان
- جوناثان فراكيس
- تيم روبينز
- جيمس كرومويل
- شاز بالمينتيري
- براين كرانستون
- بيني جونسون جيرالد

## روابط خارجية
- شارع هيل الأزرق على موقع IMDb (الإنجليزية)
- شارع هيل الأزرق على موقع ميتاكريتيك (الإنجليزية)
- شارع هيل الأزرق على موقع الموسوعة البريطانية (الإنجليزية)
- شارع هيل الأزرق على موقع روتن توميتوز (الإنجليزية)
- شارع هيل الأزرق على موقع فيلمافينيتي (الإسبانية)
- شارع هيل الأزرق على موقع كينوبويسك (الروسية)
- شارع هيل الأزرق على موقع ألو سيني (الفرنسية)
- شارع هيل الأزرق على موقع قاعدة بيانات الفيلم (الإنجليزية)

- هيل ستريت بلوز في موسوعة التلفزيون